# Itame argillacearia
Itame argillacearia là một loài bướm đêm trong họ Geometridae.